# Pia Zanetti
Pia Zanetti est une reporter-photographe indépendante suisse née à Bâle le 25 juin 1943.
Elle est considérée comme « une des photojournalistes suisses les plus marquantes de sa génération. » 

## Biographie
Née Pia Fontana, en 1943 à Bâle, elle est la cadette d’une fratrie de quatre. Ses parents sont divorcés. Elle vit avec sa mère dans le plus grand dénuement. Sa sœur est journaliste de mode et son frère aîné photographe. 
Elle découvre la photographie au travers de l’œuvre de Margaret Bourke-White et admire les photographes de l’agence Magnum.
Elle apprend la photographie avec son frère, le photographe Olivio Fontana (1928-1989), et suit le cours de photographie de l’École de design de Bâle entre 1960 et 1963.
Pia Zanetti se marie en 1963, à 19 ans, avec le journaliste Gerardo Zanetti (1938-2000), et travaille comme photographe indépendante, à Rome puis à Londres jusqu’en 1971, avant de revenir dans le Tessin. 
À la suite d’un reportage effectué par son mari dans un orphelinat pendant la guerre du Viêt Nam en 1973, ils décident d’adopter une petite fille, devenue Nina Zanetti. Son fils, Luca Zanetti, né en 1971, est lui aussi reporter-photographe.  Le couple élèvera trois enfants : « Un de nous deux restait à la maison pendant que l’autre sortait travailler pour rentrer avec des sous ». 
Avec Gerardo Zanetti, ils réalisent un grand nombre de reportages sur des questions sociales et politiques en Afrique du Sud, au Nicaragua, au  Mexique qui sont publiés dans Die Woche, Das Magazin, Du, Neue Zürcher Zeitung, L’Espresso, Elle, Paris Match. Elle réalise de nombreux portraits de personnalités, parmi lesquels Max Frisch, Federico Fellini, Bette Davis, Vivienne Westwood, Mohamed Ali.
Elle travaille aussi pour des ONG comme l’Unicef, et Terre des hommes, et effectue un reportage pour Caritas  au Soudan du Sud durant les conflits en 2016 .
Pia Zanetti a été l'une des premières femmes reporter-photographe en Suisse et est considérée comme « une des photojournalistes suisses les plus marquantes de sa génération. ». Elle vit et travaille à Zurich.  

## Livres et catalogues d’expositions
- 1964 : Karl Pawek, Weltausstellung der Photographie, Verlag Henri Nannen, Hamburg
- 1967 : Philip J. Pocock, The Camera as Witness, Expo 1967, Southern Press Ltd, Toronto
- 1969 : Giorgio Porro, Qui Londra, Touring Club Italiano, Milano
- 1970 : Toni Kienlechner, 7mal Rom, Piper Verlag München
- 1974 : Hugo Loetscher, Stiftung für die Photographie, Photographie in der Schweiz von 1840 bis heute, Verlag Arthur Niggli, Teufen
- 1983 : Rudolf Schilling( Hg), Ein Tag im Leben von…, Edition C, Zürich
- 1984 : Paolo Bianchi (Hg), Graffiti, Wandkunst und Wilde Bilder, Birkhäuser Verlag, Basel
- 1986 : Niklaus Meienberg, Fabrikbesichtigungen, Limmat Verlag, Zürich
- 1987 : Walter Binder, Das Tessin und seine Photographen, Photographie von 1858 bis heute, Benteli Verlag, Bern
- 1989 : Dora Rapold, Die Frauen von San Miguel, Edition CON, Bremen
- 1990 : 20 Galerien und 10 Museen, Verein Zürcher Galerien (Hg)
- 1990 : Karl Iten, Adieu – Altes Uri, NZZ Verlag, Zürich
- 1993 : Schwuler Männerchor Zürich (Hg), Der letzte Abend, die letzte Nacht
- 1994 : Werner A. Meier, Michael Schanne, Medien-Landschaft-Schweiz, Pro Helvetia, Zürich
- 1996 : Volksschüler, Volksschülerin – wohin? Lehrmittelverlag des Kantons Zürich
- 1997 : Bundesamt für Kultur (Hg), Made in Switzerland. Aus der Fotosammlung der Eidgenossenschaft, Hochtparterre, Zürich
- 1997 : Volksschüler, Volksschülerin – wohin? Lehrmittelverlag des Kantons Zürich
- 1998 : Peter Pfrunder (Hg), Seitenblicke. Die Schweiz 1848 bis 1998 – eine Photochronik, Offizin Verlag
- 1998 : Willy Heusser, Das isch Musig. 1 – 4. Klasse, Lehrmittelverlag Zürich
- 1998 : Peter Rüedi (Hg), Max Frisch – Friedrich Dürrenmatt. Briefwechsel, Diogenes Verlag Zürich
- 2001 : Nina Sahdeva, Ich rede mit, SJW Zürich
- 2001 : Kunstkoffer. Gespräche in afrikanischen Gärten in Mali und Burkina Faso, Druckpunkt Berlin
- 2002 : Dieter Bachmann, Walter Obschlager (Hg) Max Frisch – Ich lebe in Rom, der herrlichsten Stadt der Welt. Gli anni a Roma 1960 – 1965, Istituto Svizzero di Roma, Max Frisch Archiv
- 2003 : Dieter Bachmann (Hg), Il lungo addio – Der lange Abschied, Limmat Verlag Zürich
- 2003 : Marianne Schertenleib, Lisbeth Herger (Hg), Betrogen und verkauft, FIZ Zürich
- 2004 : Biennale dell`immagine (Hg), Il mondo in camera, Chiasso
- 2005 : Martin Arnold (Hg) Abenteuer Fussball. Auf den Bolzplätzen dieser Welt. Verlag Die Werkstatt, Bielefeld
- 2005 und 2008 : ETH Alumni Vereinigung (Hg), Dancers in the Night, Zürich
- 2009, 2012, 2013, : Krebsforschung in der Schweiz. Publikationen von Onco Suisse
- 2012 : Zürcher Kantonalbank (Hg), Helle Köpfe – kluge Geister, ZKB Zürich
- 2012 : Christian Güntlisberger, Brigitte Hürlimann (Hg), Denkpausen, NZZ Libro, Zürich
- 2014 : Schweizerisches Rotes Kreuz (Hg), Freiwilligkeit und Vielfalt im Zeichen der Menschlichkeit, Seismo Verlag Zürich
- 2020 : Ulrich Weber, Friedrich Dürrenmatt. Eine Biographie, Diogenes Verlag, Zürich
- 2021 : Pia Zanetti, Fotografin, Bildband, Scheidegger & Spiess Zürich

## Expositions personnelles
- 1986 : Nicaragua. Associazione Cultura Popolare, Balerna
- 1986 : Wen-Do, Frauenselbstverteidigung, Galerie, Clexidra, Lugano
- 1987 : Valle Onsernone. Museo Onsernone, Loco
- 1991 : Africa del Sud. Museo Cantonale d’Arte, Lugano
- 1994 : Le dernier soir, la dernière nuit. MJC Saint-Gervais, Genève
- 2002 : Max Frisch – ich lebe in Rom, der herrlichsten Stadt der Welt, Istituto Svizzero di Roma[1]
- 2003 : Indian Cotton – ein poetisches Plädoyer. Weissraum, Zürich
- 2004 : Begegnung, Austausch, Entwicklung. 40 Jahre Interteam. Image-House-Galerie, Zürich (Wanderausstellung, mit Stephan Schacher)
- 2007 : Si l’eau s’épuise, le monde s’écroule. Festival photographes voyageurs, Bibliothèque municipale de Bordeaux
- 2013 : 10 Jahre Swiss Aids Care, Simbabwe. Galerie EB, Zürich
- 2021 : Pia Zanetti, Fotografin. Fondation suisse pour la photographie / Fotostiftung Schweiz, Winterthour[9]

## Expositions collectives
- 1964 : Weltausstellung der Photographie, Wanderausstellung in verschiedenen europäischen Museen
- 1967 : International Exhibition of Photography, Toronto, Kanada
- 1974 : Photographie in der Schweiz, 1840 bis heute, Schweizerische Stiftung für Photographie / Kunsthaus Zürich, Wanderausstellung
- 1987 : Das Tessin und seine Photographen, u.a. im Museo Cantonale d'arte, Lugano, Sieben Schweizer FotografInnen in Nicaragua, Wanderausstellung 1987 - 1989
- 1991 : Goldminen in Südafrika, Museo Cantonale d'arte, Lugano
- 1994 : Discours Amoureux., Der letzte Abend, die letzte Nacht, Saint-Gervais, Genf
- 1997 : Made in Switzerland., Aus der Fotosammlung der Eidgenossenschaft, Musée de l'Élysée,  Lausanne
- 1997 : Gemeinschaftsprojekt der ETH, Plakat für Sport Art, Akademischer Sportverband Zürich
- 1998 : Seitenblicke, Die Schweiz 1848 bis 1998 - eine Photochronik. Forum Schweizer Geschichte Schwyz
- 2001 : Kunstkoffer, Gespräche in afrikanischen Gärten in Mali und Burkina Faso, Kunstpanorama, Lucerne
- 2003 : Il lungo addio - Der lange Abschied, Istituto Svizzero di Roma
- 2007 : Mer d’Aral, Ouzbékistan , Si l'eau  s'épuise, le monde s'écroule. Itinéraires des photographes voyageurs, Bordeaux, Frankreich
- 2011 : Max Frisch, Freibad Letzigraben, Ausstellung zum 100. Geburtstag von Max Frisch, Zürich
- 2012 : Elie Dere aus Dry-Mbassa, Tchad, BildZeit, BelleVue, Ort für Fotografie, Basel
- 2013 : My sacred place, Interkulturelles Kunstprojekt, Footscray Community Arts Centre, Melbourne, Australien
- 2018 : Entre Fotos, Plàsticos y Cartón, Museo IMPA, Buenos Aires, Argentinien
- 2019 : Entre Fotos, Plàsticos y Cartón, Universidad de los Artes, Buenos Aires, Argentinien